# Decachorda talboti
Decachorda talboti är en fjärilsart som beskrevs av Eugène Louis Bouvier 1930. Decachorda talboti ingår i släktet Decachorda och familjen påfågelsspinnare. Inga underarter finns listade i Catalogue of Life.